# Taeniodera nigroochracea
Taeniodera nigroochracea är en skalbaggsart som beskrevs av Jakl 2008. Taeniodera nigroochracea ingår i släktet Taeniodera och familjen Cetoniidae. Inga underarter finns listade i Catalogue of Life.